# Román Gómez Rey
Román Gómez Rey (nacido el 12 de febrero de 1988 en La Coruña, España) es un entrenador español de baloncesto. Actualmente cumple la función de entrenador ayudante del Leyma Coruña, equipo que compite en la liga LEB Oro, segunda categoría del baloncesto español.

## Trayectoria
| Año     | Club                              | División                     | Observaciones |
| ------- | --------------------------------- | ---------------------------- | ------------- |
| 2006-16 | Maristas Coruña                   | Desde Preminibasket a Junior | Entrenador    |
| 2012-15 | Sondeos del Norte Maristas Coruña | 1ª División femenina         | Entrenador    |
| 2015    | Selección gallega                 | Minibasket femenino          | Ayudante      |
| 2015-16 | Sondeos del Norte Maristas Coruña | 1ª División femenina         | Entrenador    |
| 2016    | Selección gallega                 | Minibasket femenino          | Ayudante      |
| 2016-19 | Club Baloncesto Clavijo           | LEB Oro                      | Ayudante      |